# 로몽 백작 사보이의 자크
사보이의 자크(Jacques of Savoy, 1450년 11월 12일 ~ 1486년 1월 30일)는 로몽 백작이자 보의 영주였다.

## 로몽 백작과 보의 영주
그는 루이 사보이 공작과 안느 드 사이프러스(안느 드 루지냥) 사이의 7번째 아들이었다.
사보이 가문은 원래 소유주인 체링겐 가문의 지배권을 빼앗긴 12세기부터 보의 영주를 소유하고 있었다. 사보이는 합스부르크 가문에 대항하여 베른시를 지원함으로써 영향력을 확대했다. 라우펜 전투 이후 사보이와 베른은 동맹을 맺었지만, 베른의 세력이 커지면서 부르고뉴 전쟁 초기에는 적이 되었다.
1465년 아마데우스 9세가 사보이 가문의 당주가 되었을 때, 그는 형제 자크에게 보의 영주 로몽 백작과 무르텐, 아방슈, 파예른, 로몽, 무동, 루와 이베르동 등의 마을을 소유주로 주었다.
아마데우스는 간질로 고통받았고, 그의 아내인 발루아의 욜랑드와 그의 형제인 브레스 백작이 그를 대신해 통치하게 했다. 그는 1472년에 사망하고 겨우 6세였던 그의 아들 필리베르트가 계승했다. 젊은 공작의 어머니인 욜란데가 그의 섭정이자, 가정교사가 되었다.
가문 내에서 여러 동맹이 형성되었다. 제네바의 대주교이자 아마데우스의 형제인 베드로는 욜란데의 궁정에서 고문이 되었다. 브레스 백작은 프랑스의 루이 11세에게 호의를 베풀었다. 사보이의 자크는 강력한 부르고뉴 공작 샤를 1세의 군대에 합류했다. 자크는 아메데우스 9세가 유지하고 있던 여러 요새화 장소를 차지하기 위해 그의 시누이 욜란데와 충돌할 기회를 얻었고, 1471년 베른과 프리부르의 중재로 그에게 이를 수여했다. 그러나 루이 11세의 이러한 다양한 동맹과 영리한 정치적 술수는 결국 보의 로몽 백작에게 속한 모든 영토를 상실하게 했다.

### 로몽

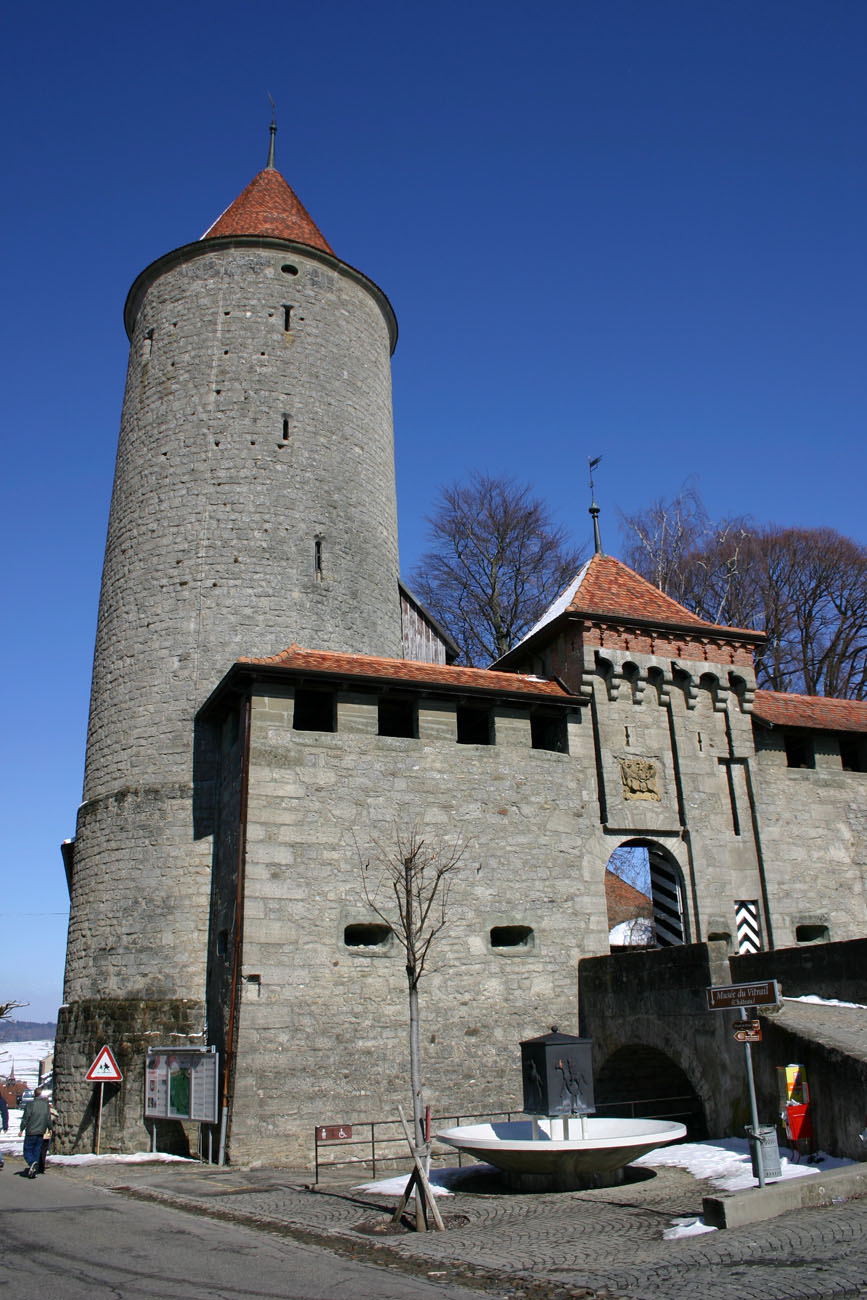
로몽성
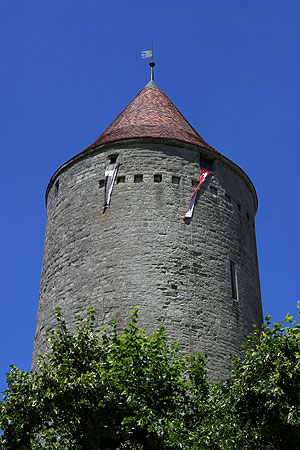
피에르 백작의 탑
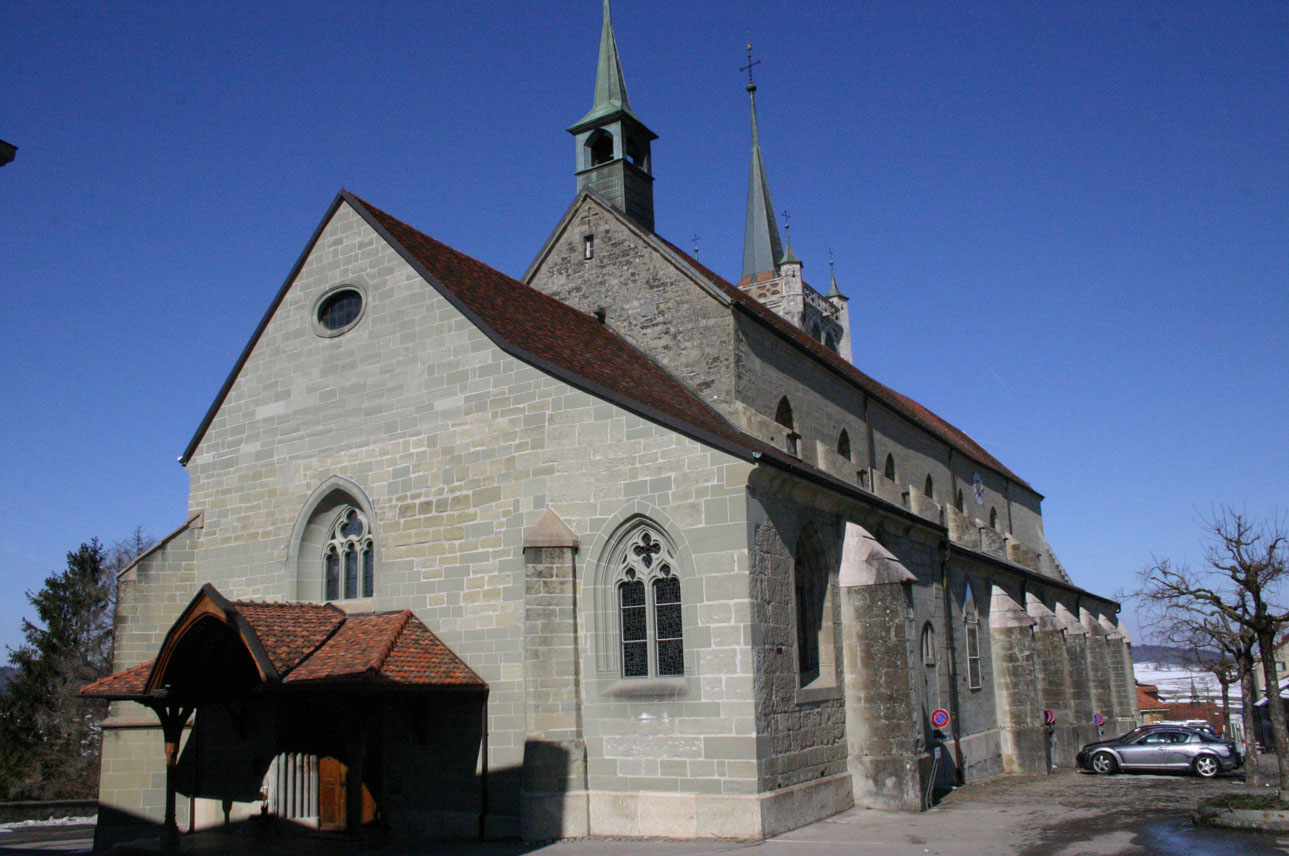
콜레지얼 교회

## 샤를 1세의 군대

사보이의 자크 문장

사보이의 자크는 샤를 1세의 절친한 친구가 되었다. 1473년에 그는 부르고뉴 총독이자 총사령관이 되었으며 부르고뉴 군대의 3분의 1의 최고 사령관이 되었다. 자크는 베른시를 (당시 사보이 왕가와 우호적인 관계로) 자신이 없는 동안 보에 있는 자신의 영토를 보호하는 것으로 만들었다. 그러나 베른은 원래 8개 주의 동맹에 합류하여 콘스탄스 동맹을 통해 루이 11세의 동맹이 되었으며, 여기에는 티롤의 지기스문트, 바젤, 알자스의 스트라스부르, 콜마르, 셀레스타트가 포함된다. 이 조약은 외부 공격의 경우 상호 지원을 규정하고 부르고뉴 공작에 대한 것이었다.
합스부르크 왕가의 오스트리아 지기스문트는 상부 알자스를 부르고뉴에 영지로 주었다. 이 지역은 부르고뉴의 집행관 페테르 폰 하겐바흐에 대항하여 반란을 일으켰고, 콘스탄스 동맹은 샤를 1세에게 선전포고를 하고 에리코를 포위했다. 1474년 11월 사보이의 자크는 포위를 해제하기 위해 군대를 이끌었다. 그러나 그가 도착했을 때 에리코는 이미 항복했고 이어지는 전투에서 부르고뉴 군대는 참패를 당했다.

## 보주의 약탈

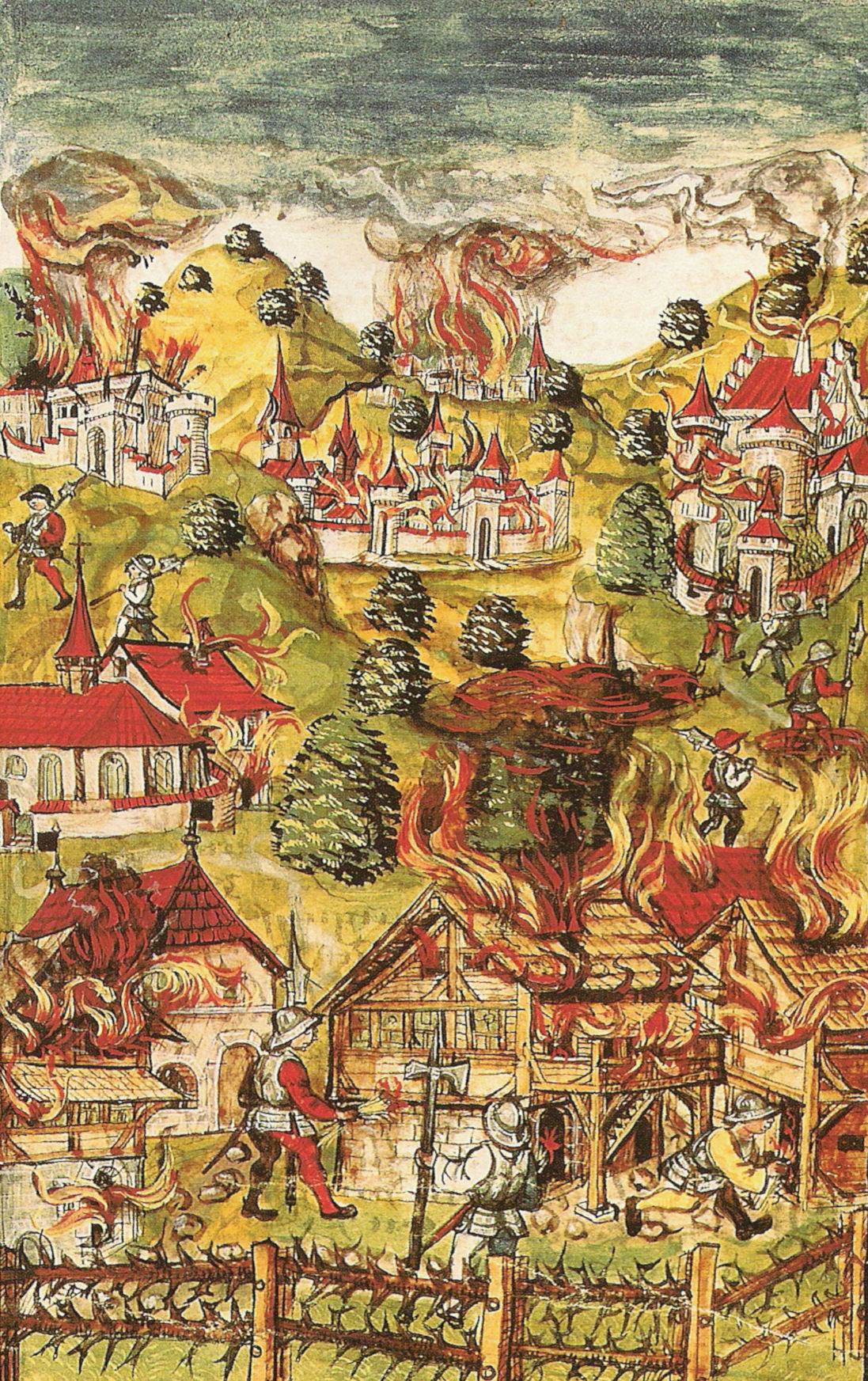
약탈당한 보

겨울은 오트 알자스에서의 군사 작전을 중단시켰지만, 1475년 4월 베른이 이끄는 구스위스 연방은 보에 맞서 민병대를 조직했다. 보는 알프스로의 접근과 지중해 및 이탈리아로의 환승을 제공하는 전략적 위치에 있다. 베른은 또한 보를 사용하여 샤를 1세의 군대에 합류하는 이탈리아 용병의 흐름을 막고자 했다. 무장 단체는 땅을 황폐화시켰고, 살해하고, 강간하고, 약탈하고 몸값을 받았다. 사보이의 자크가 영토를 방어하기 위해 돌아올 수 없었기 때문에 "Swiss bands"는 곧 그들을 압도하여 그랑송, 오르브, 몽타니와 에샬렝을 점령했다. 무르텐은 침략자의 편을 들었다. 대학살은 니옹에서 일어났고, 끌레와 주뉴. 라 사라(La Sarraz)와 코소네(Cossonay)가 점령되었다. 주교의 도시인 주네브와 로잔은 막대한 피해를 입었다. 동부에서는 베른의 군대가 에이글과 샤블레의 일부를 점령했다. 결국 16개 마을과 43개 성의 살아남은 인구는 새로운 스위스 주인에게 충성을 맹세했다.
1475년 10월 14일 베른은 사보이의 자크가 공포에 떨게 한 주민들의 적대감을 구실로 전쟁을 선포했다. 베른의 군대는 다시 보드를 침공하여 저항하는 수비대를 학살했다. 도움이 오지 않을 것이기 때문에 다른 보두아 마을은 공격을 받기 전에 항복했다. 그러나 샤를 1세가 유럽 전장에서 성공을 거두면서 사보이의 자크는 마침내 보의 영토에 관심을 집중할 수 있었다. 1476년 초에 그는 자신의 영토를 탈환할 수 있었다. 부분적으로는 강력한 샤를 1세 군대가 도착하기 전에 스위스 연방이 모든 곳에서 철수했기 때문이다.

### 영지 도시

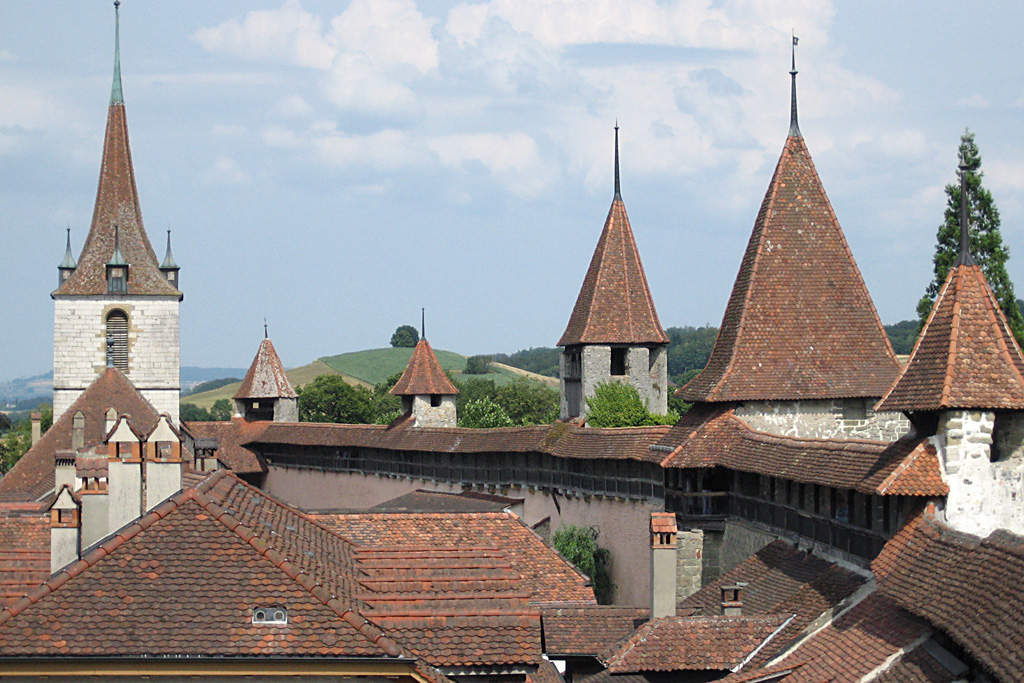
무르텐
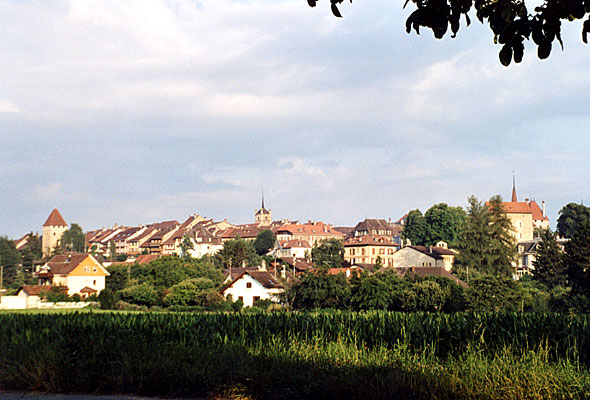
아방슈
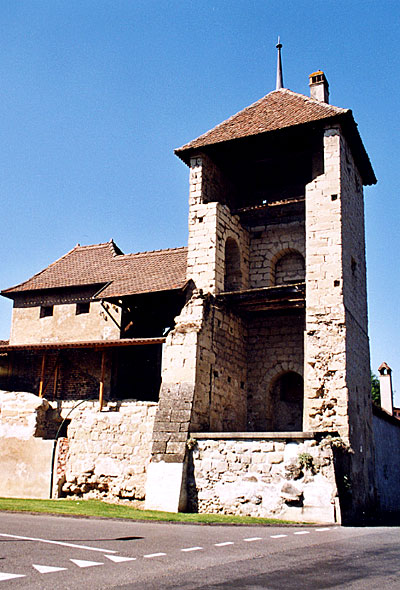
파예른
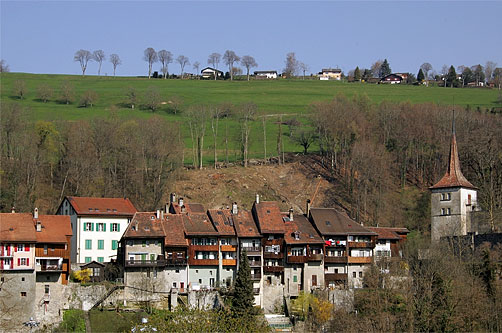
무동
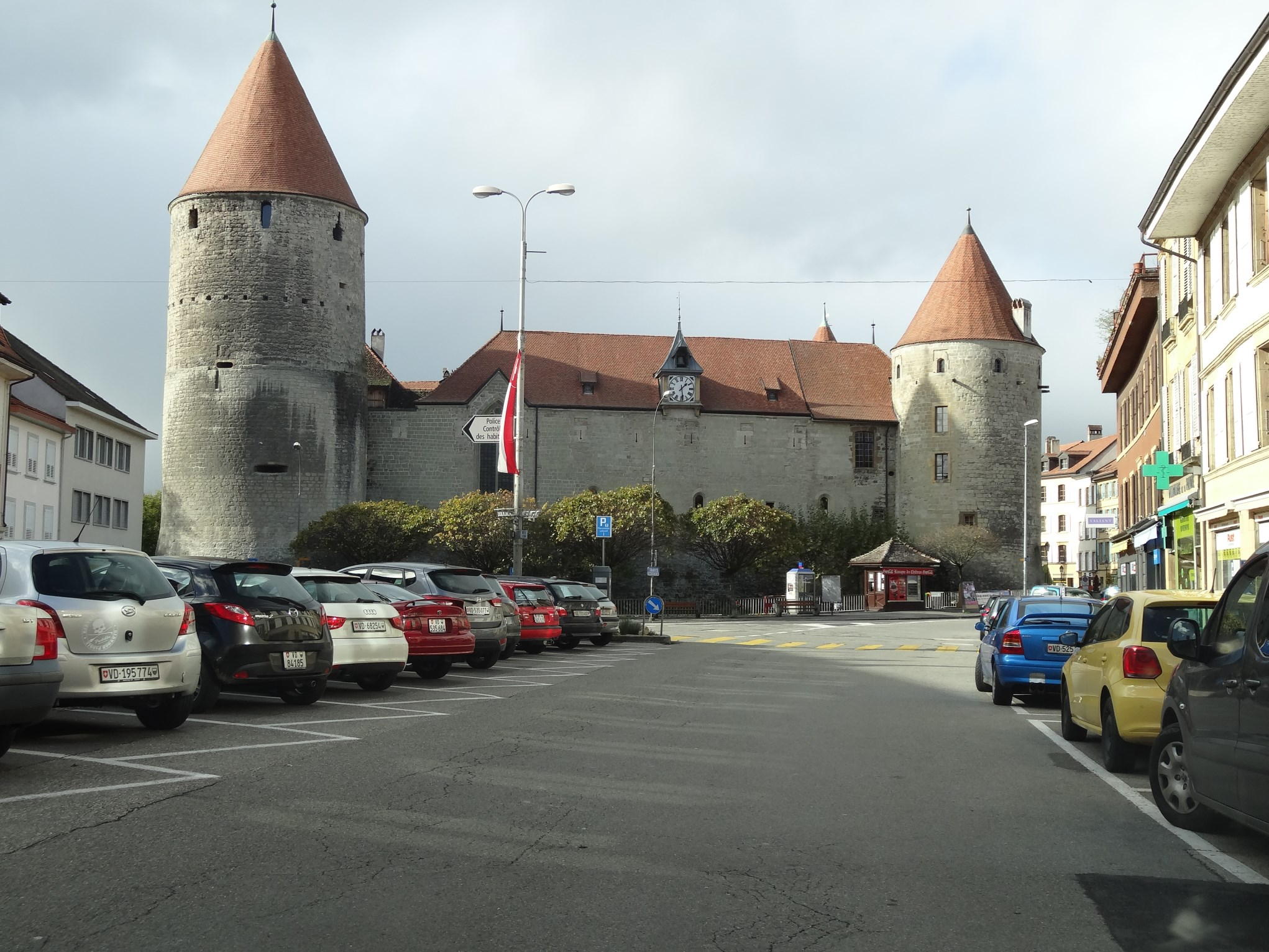
이베르동

## 보의 상실
그랑송 전투와 무르텐 전투가 모두 스위스에서 결정적인 승리를 거둔 후, 보(Vaud)는 다시 스위스에게 정복당했고, 사보이의 자크에게 패했다. 베른은 보를 요구하고 제네바와 사보이를 위협했다. 한편 욜란데 공작부인은 샤를 1세의 손에 넘어갔다. 루이 11세는 누이를 위해 개입하여 스위스에게 휴전 협정을 수락하도록 강요했다. 1476년 4월 14일 스위스 연방과 사보이는 프랑스 왕의 후원 하에 평화 조약을 체결했다.
프리부르 조약은 스위스가 사보이의 영토를 반환하는 데 지불해야 한다고 규정했다. 그러나 사보이 왕가는 몸값을 올릴 수 없었고 영토는 베른의 손에 남았다. 이 조약은 또한 ‘보 남작’이 사보이에서 분리되는 것을 막았고 로몽 백작을 보의 영주로 영원히 배제했다. 이런 식으로 사보이의 자크는 영지에 대한 모든 권리를 잃었다.

## 새로운 영지와 죽음
보에서 재산을 잃고 낭시 성벽 앞에서 샤를 1세가 죽은 후 사보이의 자크는 합스부르크 황제 막시밀리안 1세의 아내인 부르고뉴의 마리아이자, 샤를의 딸이자 상속녀의 궁정에 합류했다. 1478년에 그는 황금 양모 훈장을 받았다. 그는 1479년 기니게이트 전투에 용감하게 참가하여 부상당했다. 프랑스의 왕 루이 11세의 군대를 물리치는 데 도움을 주었고, 메리는 플랑드르 백작을 유지했다.
1484년 사보이의 자크는 생폴 백작인 룩셈부르크 생폴의 루이의 손녀인 마리 드 룩셈부르크 (1462–1546)와 결혼했다. 그들은 사보이의 프랑수아즈 루이즈(Françoise Louise of Savoy, 1485-1511)라는 자녀를 두었다. 그녀는 나소-브레다의 헨리 3세와 결혼했지만, 문제없이 사망했다.
자크는 프랑스 왕 샤를 8세로부터 생폴을 받았고, 플랑드르와 브라반트의 다른 영지는 룩셈부르크의 루이가 물려준 유산을 받았다.
사보이의 자크는 1486년 6월 30일 생폴 백작의 오랜 소유지인 함성에서 사망했다.